# Gamong
Gamong is een bestuurslaag in het regentschap Kudus van de provincie Midden-Java, Indonesië. Gamong telt 3156 inwoners (volkstelling 2010).